# Dženan Lončarević
Dženan Lončarević (Prijepolje, 1975. április 10.) szerb popénekes.
Általános iskolai és gimnáziumi tanulmányokat Prijepoljeban folytatott. Egészen 2006-ig Prijepoljéban és környékén énekelt, amikor is elérte első sikereit és innentől már Belgrádban is énekelt.
Az első albuma „Nikome ni reč” (Senki sem szól) címen jelent meg 2007-ben, a City Records lemezkiadónál amely 14 dalt tartalmazott. Háromszor vett részt a Budva Fesztiválon. A „Ti amo Anđela” (Angyal vagy) című dalával „Mediterrán hangzás” kategóriában nyert díjat. Második albuma 2009 május 25-én jelent meg „Dobro je to” (Jó ez) címen, melyen 11 dal található. Harmadik albuma 2011-ben jelent meg „Zdravo dušo”  (Szia édesem) címen. 2013 április 4-én jelent meg negyedik albuma „No 4” címmel. A legújabb albuma „Dva su koraka” (Két lépés) címen jelent meg 2015 november 25-én. Ez utóbbi egy dupla album volt, 17 dallal és egy DVD lemezzel amelyen mind a 17 dal videóklipje megtekinthető volt.

## Diszkográfia

### Kislemez
| Cím                                                   | Cím magyarul               | Kiadás éve |
| ----------------------------------------------------- | -------------------------- | ---------- |
| Laura                                                 | Laura                      | 2008       |
| Da si tu                                              | Ha itt vagy                | 2008       |
| Starim sam                                            | Egyedül öregszem           | 2010       |
| Ana ne budi luda                                      | Ana ne legyél buta         | 2010       |
| Loša                                                  | Rossz                      | 2010       |
| Uspomene (Aco Pejović, duett)                         | Visszaemlékezés            | 2010       |
| Ima tuga, ime, ulicu i broj (Indira Radić, duett)     | Bánatos név és utcaházszám | 2010       |
| Beograd priča (Emina Jahović, duett)                  | Belgrád beszél             | 2012       |
| Cvete beli                                            | Fehér virágzás             | 2012       |
| Kap u moru                                            | Csepp a tengerben          | 2012       |
| Dio moga tijela                                       | A testem egy része         | 2013       |
| Otkad nema nas                                        | Mióta nem vagyunk          | 2013       |
| Šta mi je, šta mi je                                  | Mi van velem, mi van velem | 2013       |
| Mirno spavaj                                          | Aludj békésen              | 2013       |
| Loše su godine                                        | Rossz évek                 | 2014       |
| Ovo je moj grad                                       | Ez az én városom           | 2014       |
| Pozitiva (Ognjen Amidžić, duett)                      | Pozitív                    | 2014       |
| Kazino                                                | Kaszinó                    | 2014       |
| Laufer                                                | Futó                       | 2015       |
| Danas takve se traže (az Exploziv zenekarral közösen) | Ma ilyeneket keresnek      | 2015       |
| Pitam te                                              | Kérdezlek                  | 2016       |

### Album
| Cím           | Cím magyarul   | Kiadó        | Kiadás éve |
| ------------- | -------------- | ------------ | ---------- |
| Nikome ni reč | Senki sem szól | City Records | 2007       |
| Dobro je to   | Ez jó          | City Records | 2009       |
| Zdravo dušo   | Szia édesem    | City Records | 2011       |
| No. 4         | No. 4          | City Records | 2013       |
| Dva su koraka | Két lépés      | City Records | 2015       |